# A Titanic utasai

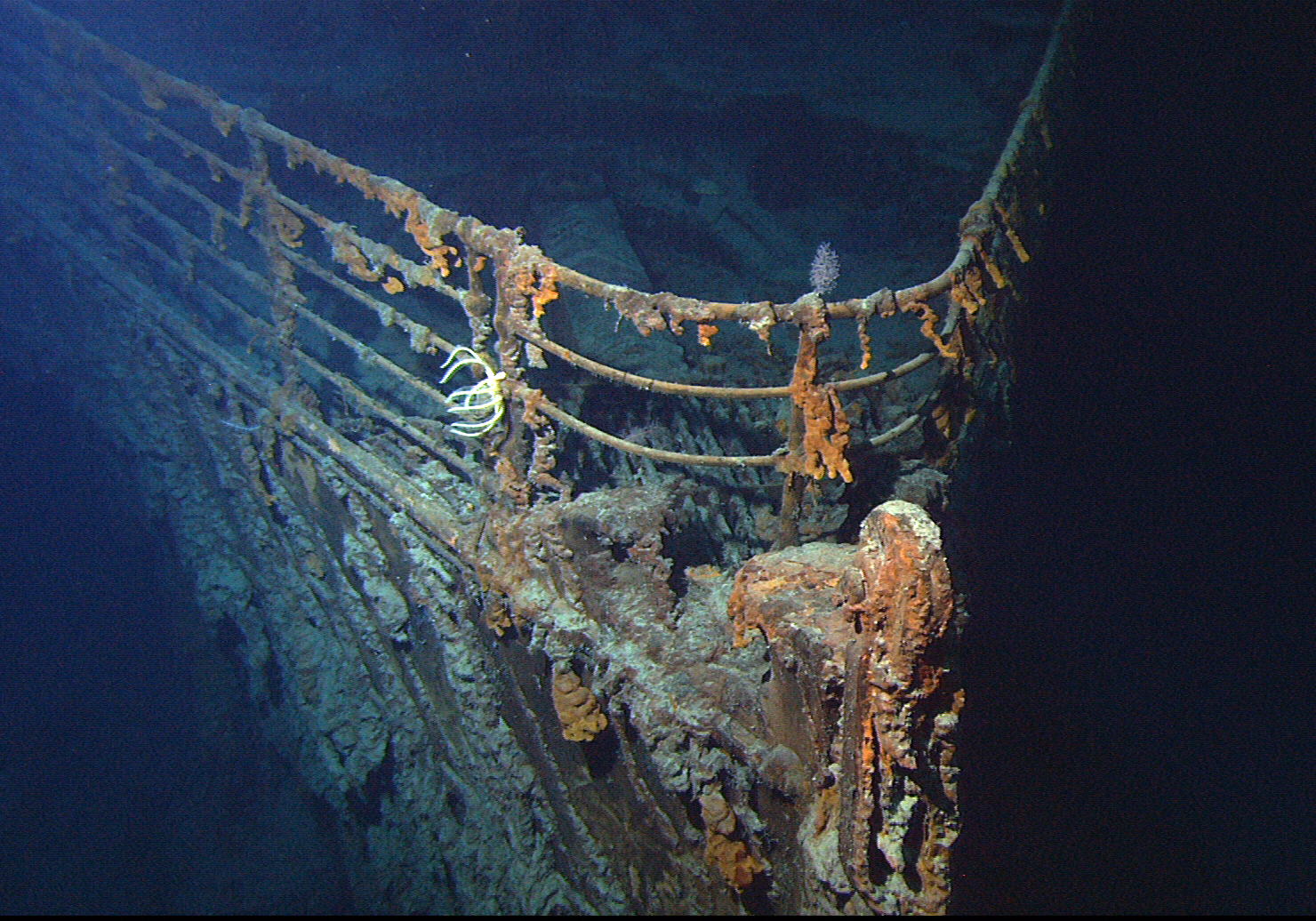
Az elsüllyedt RMS Titanic roncsa 2004-ben

A Titanic utasainak listája, mely az első és egyetlen útjára vonatkozik. Az RMS Titanic óceánjáró 1912. április 10-én déli 12 órakor indult el Southampton kikötőjéből New York felé 2228 utassal. Útja során 1912. április 14-én, vasárnap 23:40-kor a hajó jéghegynek ütközött, és április 15-én, hétfőn, az ütközés után két órával és 40 perccel, 02:20-kor kettétörve elsüllyedt.
A hajótörésben 1517 ember veszett oda. Az első osztályon utazók közül a nőknek 94%-a, a férfiaknak 33%-a menekült meg. A fedélzetközben utazó nőknek 47%-a, a férfiaknak 14%-a maradt életben, vagyis 210 személyzettag, 126 férfi, 317 nő és 52 gyermek menekült meg, összesen 705-en élték túl a katasztrófát, ez körülbelül a hajón utazóknak az egyharmada. Dr. Lengyel Árpád magyar orvos, a Carpathia hajóorvosa összesen 711 embert mentett meg.

## Túlélők számai
Első osztályú utasok:
58 férfi
139 nő
5 gyermek

Másodosztályú utasok:
13 férfi
78 nő
24 gyermek

Fedélközi utasok:
55 férfi
98 nő 
25 gyermek

Személyzet:
189 férfi
21 nő

## Néhány utas adatai
- Utas neve: Mrs. Henry B. Harris[2](Irene Wallach)
- Kora: 36 év
- Lakhely: New York
- Vele utazott: Henry B. Harris (férje)
- Osztály: I. osztály
- Kabin száma: C-83
- Az utazás célja: Hosszú európai nyaralásukról voltak hazatérőben.
- Egyéb adatok: Férje, Henry híres Broadway-producer volt, a Follies Bergere tulajdonosa. Henry annyira adott Rene véleményére üzleti kérdésekben, hogy gyakran mondogatta: "Ha velem bármi történne, ő képes lenne átvenni az irányítást". Rene elcsúszott a Titanic fedélzetén, és eltörte a karját.

-Túlélte-
- Utas neve: Edmond Roger Navratil
- Kora: 2 év
- Lakhely: Nizza, Franciaország
- Vele utazott: Michael Navratil (apja) és Michael Marcel Navratil (bátyja)
- Osztály: II. osztály
- Kabin száma: Ismeretlen
- Az utazás célja: A család Hoffman álnéven utazott, Navratil úr elrabolta két fiát a külön élő feleségétől.
- Egyéb adatok: Az utazás alatt egy alkalommal néhány órán át egy angolul nem beszélő svájci lány felügyelt a fiúkra, míg apjuk kártyázott. Ez volt az egyetlen alkalom, amikor nem az apjuk vigyázott rájuk.

-Túlélte-
- Utas neve: Mrs. Edward Beane (Ethel Clarke)
- Kora: 21 év
- Lakhely: Norwich, Anglia
- Vele utazott: Edward Beane (férje)
- Osztály: II. osztály
- Kabin száma: Ismeretlen
- Az utazás célja: Miután Ethel néhány éven át várt szerelme, Edward hazatértére, 1912 márciusában végre hozzáment kedveséhez, aki New Yorkban kőműves egzisztenciát teremtett magának. A friss házasok a Titanicot választották hajóul, mely elviszi őket új, közös életükbe.
- Egyéb adatok: A Beane házaspár egyike volt annak a több mint húsz friss házaspárnak, akik a Titanic fedélzetén utaztak.

-Túlélte-
- Utas neve: Mrs. Claus Peter Hansen (Jennie Louise Howard)
- Kora: 45 év
- Lakhely: Racine, Wisconsin
- Vele utazott: Claus Peter Hansen (férje) és Henrik Juul Hansen (sógora)
- Osztály: III. osztály
- Kabin száma: Ismeretlen
- Az utazás célja: Jennie és férje, Claus Peter rokonlátogatóból tartott hazafelé Dániából, ahol 21 éve nem látott családtagjaiknál vendégeskedtek.
- Egyéb adatok: Mielőtt elhagyta Racine-t, Jennie elárulta öccsének, hogy úgy érzi, nem tér vissza élve: még azt is meghagyta, milyen temetést szeretne.

-Túlélte-
- Utas neve: Austin Blyler Van Billiard
- Kora: 35 év
- Lakhely: North Wales, Pennsylvania
- Vele utazott: Fiai, James William (10) és Walter John (9)
- Osztály: III. osztály
- Kabin száma: Ismeretlen
- Az utazás célja: Miután Austin 1900-ban elhagyta otthonát, Európába utazott, megházasodott, majd feleségével és gyermekeivel Közép-Afrikában beszállt a gyémántbányászatba, Austin hazafelé tartott Pennsylvaniába, hogy meglátogassa apját és gyémántkereskedőként megkezdje vállalkozását.
- Egyéb adatok: Sokan úgy vélték, hogy a harmadosztályon utazó Austin hajóbőröndje tele van gyémántokkal.

-Nem élte túl-

## Híres megmenekültek
Híres megmenekültnek számít
- Margaret „Molly” Brown
- Bruce Ismay a hajótársaság elnöke
- Washington Dodge politikus

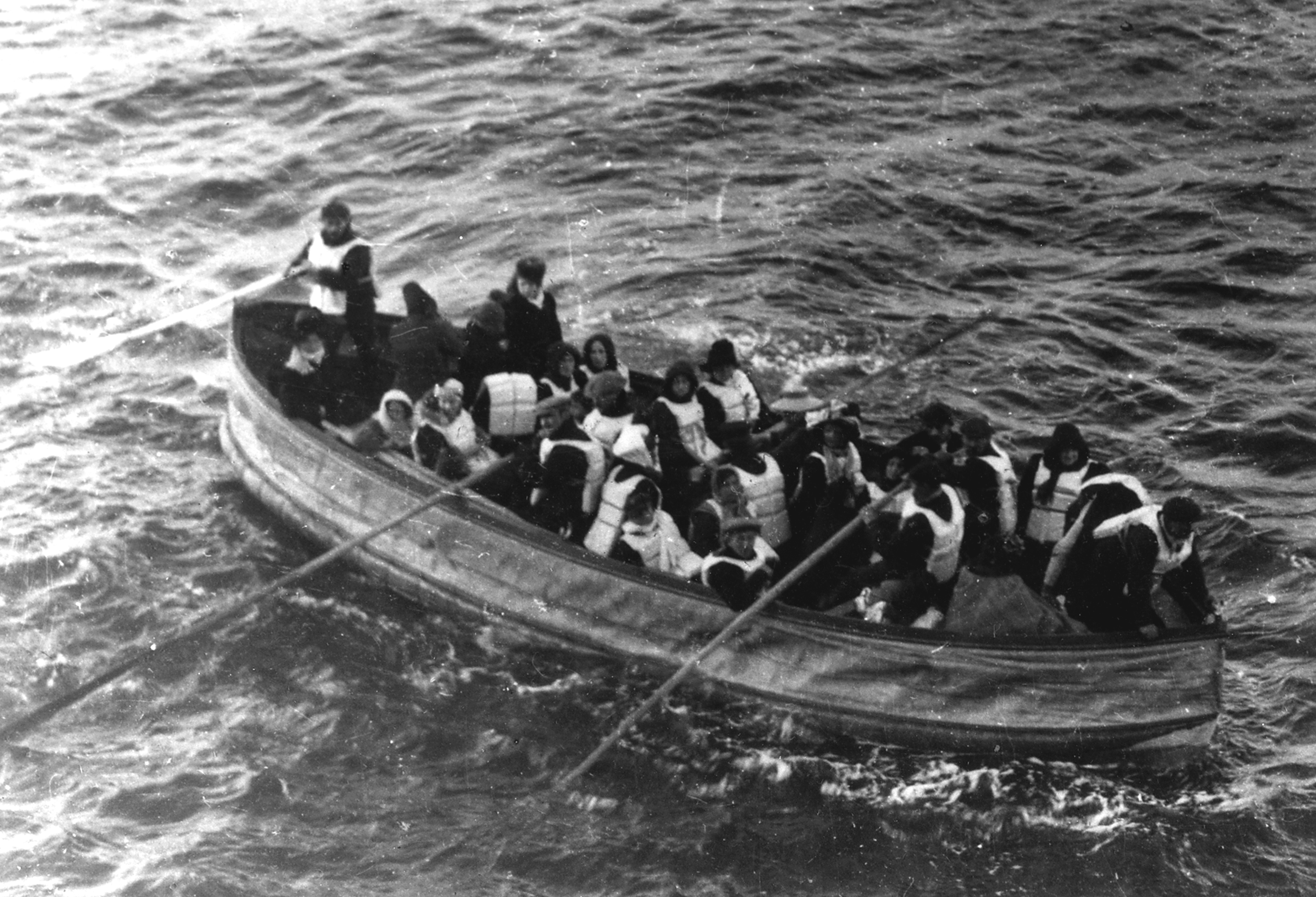
A Titanic egyik mentőcsónakja, a D jelzésű

- Dorothy Gibson filmsztár. (1889. május 17 - 1946. február 14.)
- Lawrence Beesley, másodosztályon utazó tanár
- Edith Rosenbaum, divattervező.
- Madeleine Astor, John Jacob Astor második felesége
- Rothes grófnő (Lucy Noel Martha Dyer-Edwards) Rothes 19. grófjának felesége.
- Gladys Cherry ,Rothes grófnő unokahúga (1881. augusztus 27 - 1965. május 4.)
- Millvina Dean

## Az utolsó túlélők
- Barbara West Dainton; Truro, Angliában élt, 2007. október 16-án bekövetkezett haláláig, 96 éves volt, 1911. május 24-én született
- Lillian Asplund (1906. október 21. – 2006. május 6.) Ő volt az utolsó túlélő, akinek emlékei is voltak a Titanicról, valamint az utolsó USA-beli túlélő is
- Winnifred Vera van Tongerloo (lánykori nevén: Quick) (1904. január 23. – 2002. július 6.)
- Eleanor Ileen Shuman (lánykori nevén: Johnson) (1910. augusztus 23. – 1998. március 9.)
- Louise Laroche (1910. július 2. – 1998. január 28.)
- Edith Eileen Haisman (lánykori nevén: Brown) (1896. október 27. – 1997. január 23.)
- Eva Miriam Hart (1905. január 31. – 1996. február 14.)
- Beatrice Irene Sandström (1910. augusztus 9. – 1995. szeptember 3.)
- Ruth Elizabeth Becker (1899. október 28. – 1990. július 6.)
- Millvina Dean (1912. február 2. – 2009. május 31.), az utolsó túlélő. 2 hónapos korában utazott a Titanicon. A dél-angliai Southamptonban élt.[3]

## Híres áldozatok

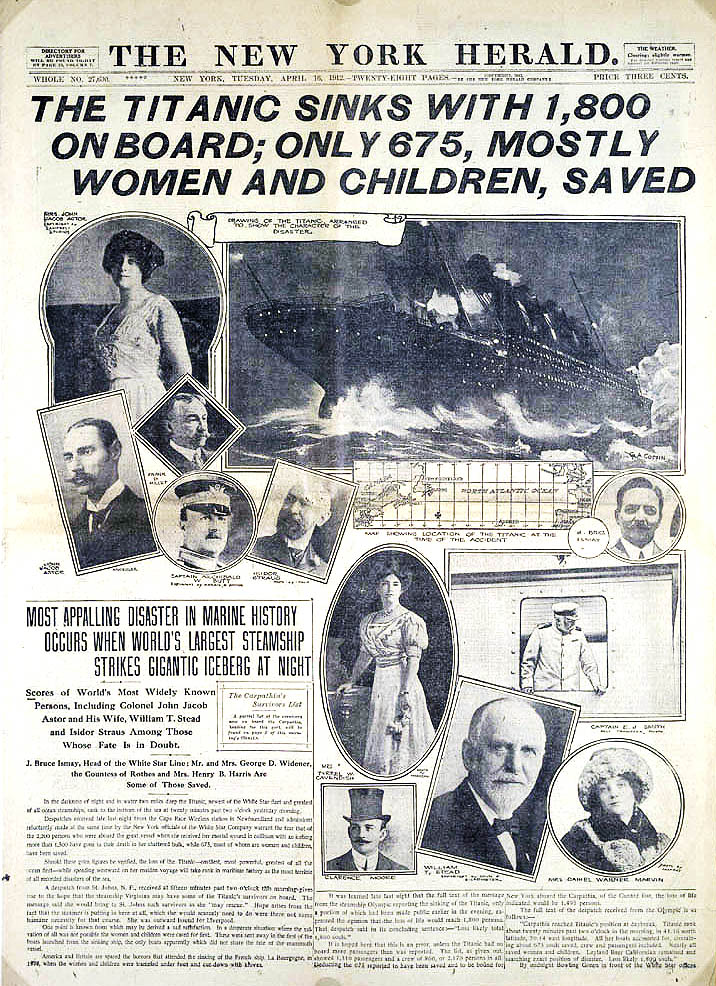
Egykori hírlap címlapja néhány utas képével

- John Jacob Astor multimilliomos mágnás,
- Benjamin Guggenheim üzletember,
- Archibald Butt, az amerikai Taft elnök segédje,
- A Titanic zenészei
- Thomas Andrews, a hajó mérnöke,
- Edward John Smith kapitány,
- George Widener üzletember,
- Thomas Byles atya,
- a Straus házaspár,
- William T. Stead bibliakutató,
- Jack Philips rádiós,
- Henry T. Wilde legfőbb tiszt,
- William Murdoch első tiszt és James Moody hatodik tiszt.
- Allison Hudson J. Első osztályú utas és felesége Allison Bess, és 2 éves kislányuk Lorraine Allison.
- Thayer John B. Elsőosztályú utas